# Handelshaus Wedl

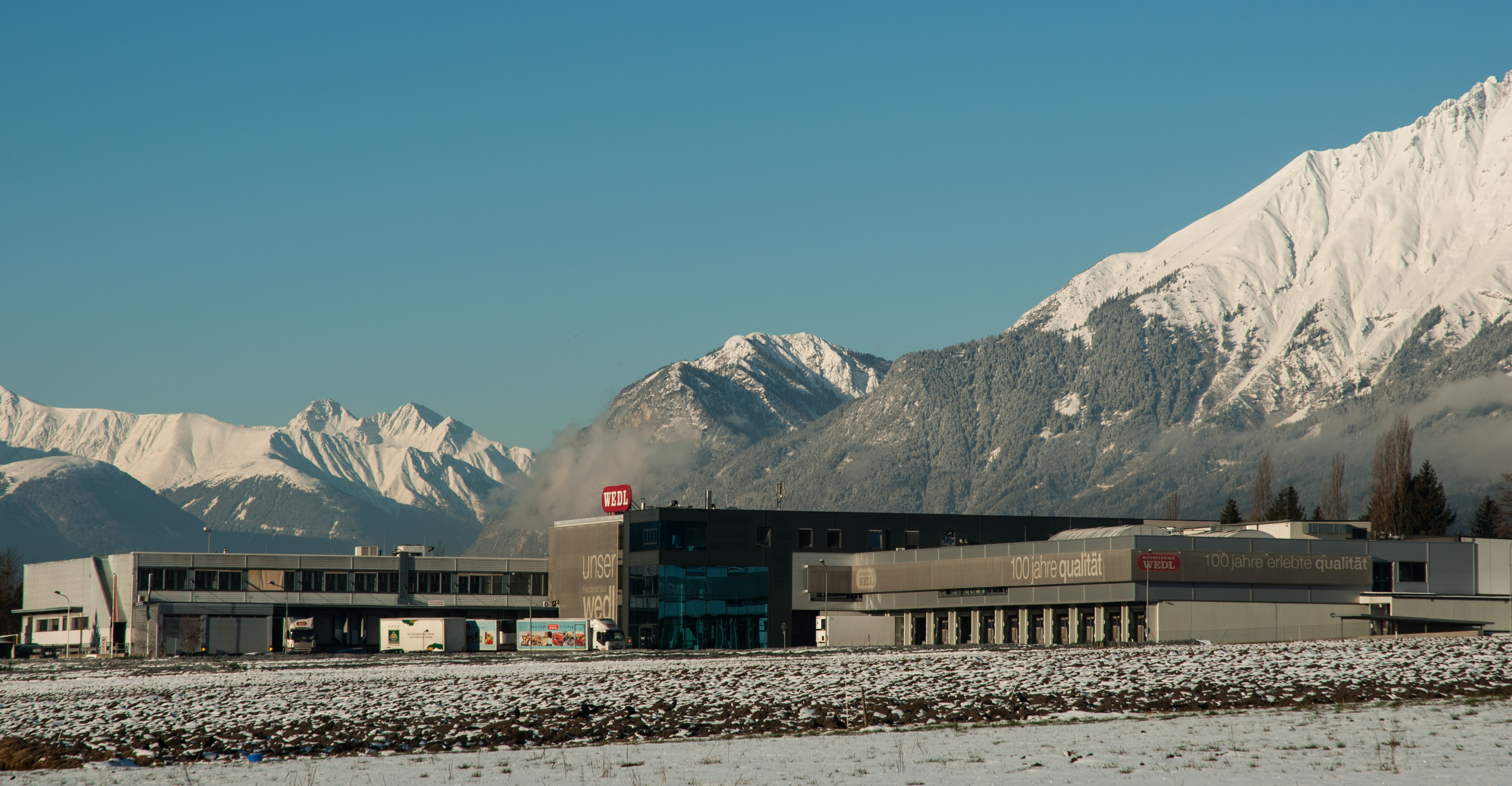
Wedl-Stammhaus in Mils

Die Wedl Gruppe ist eine in Tirol beheimatete Firmengruppe, die in den Bereichen Lebensmittel-Großhandel, Produktion und Vertrieb von Kaffee sowie Gastronomie- und Tankstellenbelieferung tätig ist, weiters betreibt es auch ein Franchise-Konzept für Kaffeehäuser.

## Geschichte
1904 gründete Leopold Wedl I. in Hall in Tirol ein Kolonialwarengeschäft und legte damit den Grundstein für einen Betrieb, der heute – laut eigenen Angaben – zu den Top 10 des Lebensmitteleinzelhandels in Österreich gehört. Ab den 1920er-Jahren wurde der Großhandel aufgenommen, seit 1967 ist der Firmensitz in Mils. Ebenfalls in den 1960er-Jahren eröffnete man den ersten eigenen C+C, mit der Übernahme einer Firma in Saalfelden 1978 dehnte sich der Aktionsradius über die Bundesländergrenzen hinaus aus. Ab 1985 führte Wedl als eine der ersten Handelsfirmen in Österreich die mobilen Bestellsysteme und Scanner ein. Eine weitere Vertriebsschiene, in den 1990er Jahren aufgebaut, ist das Caffebar-System „Testa Rossa Caffè“, das auch in Deutschland, Italien und Ungarn aktiv ist. Das Kerngeschäft des Familienunternehmens Wedl ist jedoch nach wie vor der Lebensmittelhandel. 

## Heute
Das Unternehmen betreibt 8 Wedl-Abholmärkte, die sich auf die Bundesländer Tirol, Salzburg, Oberösterreich, Kärnten, Wien sowie auf das südliche Bayern erstrecken, sowie ein österreichweit flächendeckender Zustelldienst. Abgerundet wird die Konzerndiversifikation noch durch die Kaffeeproduktion in zwei Röstereien (Mils und Belluno), weiters mit der Franchisekette „Testa Rossa caffebar“ und durch eine 33 %-Beteiligung an dem auf Tankstellenbelieferung spezialisierten Unternehmen „Shop Top Service“.
Im Geschäftsjahr 2012 wurde ein Gesamtumsatz von 502,6 Millionen Euro ausgewiesen, davon entfallen 52,7 Millionen auf das Kaffeegeschäft und rund 20 Millionen auf Beteiligungen, der Mitarbeiterstand betrug 1252.
An der Spitze des Firmengeflechtes von rund 20 Unternehmen steht die Wedl & Hofmann Gesellschaft m.b.H., Besitzer sind zu 59 % Kommerzialrat Wedl und zu 41 % die Familie Hofmann.
Wedl ist, so wie die anderen österreichischen Großhändler Unimarkt Gruppe (ehem. Pfeiffer), Julius Kiennast und Kastner ein Partner der Nah&Frisch Dachorganisation MARKANT Österreich. 
Im Dezember 2022 wurde bekannt gegeben, dass sich Wedl aus Nah&Frisch und dem Lebensmitteleinzelhandel zurückzieht. Wedl konzentriert sich auf den Gastrogroßhandel.

## Belege
1. ↑  Handelshaus Wedl 2021: Stabil durch die Pandemie - top.tirol (abgerufen am 10. Jänner 2023)
2. ↑  Firmenbuch Abfrage: Suchbegriff „Wedl & Hofmann“, ausgedruckt am 24. August 2011
3. ↑  Nah&Frisch Wedl zieht sich aus Nah&Frisch zurück. Cash. Das Handelsmagazin, 16. September 2022, abgerufen am 16. September 2022.